# U25 Deutschland
U25 (Eigenschreibweise [U25]) ist ein Online-Beratungsangebot für suizidgefährdete Jugendliche und junge Erwachsene. Das Peer-Beratungsangebot bietet Gefährdeten seit 2002 die Möglichkeit, sich anonym per E-Mail einer gleichaltrigen Person anzuvertrauen.

## Geschichte
U25 Freiburg wurde 2002 durch Mitarbeitende der Suizidpräventionsstelle „Arbeitskreis Leben“ (AKL) in Freiburg im Breisgau gegründet, weil viele Jugendliche die klassischen Beratungsangebote kaum nutzten. Nachdem U25 zunehmend von jungen Menschen in Krisen genutzt wurde, kooperierte der AKL mit dem Deutschen Caritasverband, um neue Standorte aufzubauen. Heute berät U25 Deutschland bundesweit an elf Standorten in Berlin, Hamburg, Dresden, Gelsenkirchen, Paderborn, Dortmund, Biberach an der Riß, Lingen (Ems), Nürnberg, Münster sowie Freiburg im Breisgau. 2019 produzierte das Beratungsprojekt auch Präventionsvideos für YouTube. Dem Instagram-Kanal @u25deutschland folgen mehr als 5000 Follower.

## Hintergrund und Angebot
Suizid ist unter Jugendlichen und jungen Erwachsenen im Alter von 10 bis 25 Jahren eine der häufigsten Todesursachen. Einer der Gründe ist, dass die Hemmschwelle vieler junger Menschen in suizidalen Krisen meist so hoch ist, dass sie sich nicht trauen, darüber zu sprechen oder eine Beratungsstelle aufzusuchen. U25 bietet daher jungen Ratsuchenden die Möglichkeit, sich online und anonym beraten zu lassen. Die Berater sind dabei selbst junge Erwachsene, die Kommunikation erfolgt ausschließlich über E-Mail. Die jungen Ehrenamtlichen werden durch die hauptamtlich Mitarbeitenden für die Beratung geschult und in der Arbeit unterstützt.

## Verein
Die rund 330 Peer-Berater (Stand 2023) sind junge Menschen bis 25 Jahre. Sie arbeiten ehrenamtlich. 2022 berieten sie anonym rund 1.400 Jugendliche, die suizidgefährdet waren. 2018 gab es 7.725 Mail-Kontakte. Die Beratung wird durch die Caritas Deutschland koordiniert und aus Mitteln des BMFSFJ gefördert. Die Finanzierung des Projekts ist zum 31. Dezember 2024 gefährdet.
2018 wurde U25-Online-Suizidprävention beim Children Jugend Hilft!-Wettbewerb ausgezeichnet und für den Deutschen Engagementpreis nominiert.
2023 gewann U25 die Ehrenamtsmedaille in NRW und den Bayerischen Bürgerpreis.